# 바그라티 대성당
도미션 대성당, 또는 쿠타이시 대성당, 일반적으로 바그라티 대성당(조지아어: ბაგრატი; ბაგრატის ტაძარი 또는 바그라티스 타드자리)는 조지아의 이메레티 주, 쿠타이시시에 있는 11세기 주교좌 성당이다. 그 대성당에는 중세 조지아 건축 역사에서 걸작들이 흩어져 있고, 현재는 버려진 상태이다.
쿠타이시 도심의 경관과는 어울리지 않아 보이는 독특한 명소인 그 대성당은 우키메리오니 언덕의 꼭대기에 있다. 바그라트 3세 왕의 통치 기간 동안이었던 11세기 초반에 건축된 그 대성당은 왕의 이름에 기인해서 "바그라티" 대성당, 예를 들어, 바그라트의 대성당으로 칭하게 되었다. 북쪽 벽에 있는 비문은 "토로니콘 223", 예를 들어, 1003년에 바닥에 뉘인 모습을 드러냈다. 그 곳은 1692년에 이메레티 왕국을 침범한 오스만 병력들의 폭증으로 황폐화되었다. 그 사변은 현재 그 성당의 상태인 큐폴라과 천장의 붕괴를 초래했다.
1952년에 고고학적 연구 뿐만 아니라, 보존과 복원 작업도 시작되어 아직도 진행 중에 있다. 바그라티 대성당은 겔라티 수도원과 함께 유네스코에 의해 단일 실체로 세계 문화 유산 목록에 포함되었다. 2001년에, 그 대성당은 조지아 정교회에 반환 되었다. 그 대성당은 현재 전례 봉사가 제한되어 있지만 많은 성지 순례자들과 관광객들을 매료시킨다. 그 성당은 또한 종종 쿠타이시시 전체를 대표하는 상징이 되며, 주요 관광 명소 가운데 한 곳으로 유명하다.

## 위험 요소
그 곳은 폐허로 남겨 뒀어야 했다는 국제 기념물 유적 협의회의 보고처럼, 대성당의 근본 용도인 종교의 공간으로 되돌리려는 복원 사업은 부적당하다. 유네스코는 복원 사업이 신뢰성을 잃었다고 했다. 2010년 7월에 유네스코는 바그라티 대성당을 위험에 처한 세계유산에 등록했다. 그리고 복원을 그만 둘 것을 요구했다.
2012년 5월에는 복원이 유네스코의 지침과는 반하는 내용으로 이루어지는 것이 확인됐다. 유네스코는 2017년에 바그라티 대성당을 세계유산 목록에서 제외시켰다.

## 묘소
- 조지아의 게오르게 1세

## 같이 보기
- 겔라티 수도원